# Brevistoma hackeri
Brevistoma hackeri là một loài côn trùng trong họ Nemopteridae thuộc bộ Neuroptera. Loài này được Hölzel miêu tả năm 1999.